# دادخواست حقوق سیاسی بوسحاق
«دادخواست حقوق سیاسی بوسحاقی» به نام «پتیتون شماره ۳۰» اولین طوماری بود که در آن محمد صغیر بوسحاقی (۱۸۶۹–۱۹۵۹) پس از انتخابات شهرداری الجزایر در سال ۱۹۱۹، حقوق سیاسی الجزایری‌ها در الجزایر فرانسه را خواستار شد.

## تاریخ
شرکت ده‌ها هزار سرباز الجزایری در جنگ جهانی اول که در فرانسه می‌جنگیدند و مداخله قاطع آنها در شکست ارتش امپراتوری آلمان باعث شد که آنها در بازگشت به الجزایر نشانهای خود را به همراه داشته باشند.
به این ترتیب بود که قانون جونار به جانبازان و معلولان اجازه داد تا به وظایفی در دولت استعماری دسترسی داشته باشند و به عنوان نشانه ای از همسان سازی تحت قوانین بومی، املاک و مستغلات در شهرها و روستاها به دست آورند.
مقرراتی که پس از تصویب این قانون در ۴ فوریه ۱۹۱۹ تصویب شد، امکان توسعه متون قانونی را برای تعریف حرفه‌های مجاز به الجزایری‌های بومی با محدودیت‌های بعدی در سلسله مراتب حرفه ای اداری فراهم کرد.
با این حال، انتخابات شهرداری در سال ۱۹۱۹ به نمایندگی سیاسی بومی در شهرداری‌ها اجازه داد تا به‌طور راست گسترش یابد و نیاز جدیدی به آزادی‌های سیاسی و اتحادیه ای ایجاد کند.
در واقع، شورای عمومی خالد بن هاشم در الجزیره، و همچنین محمد الصغیر بوشقی، عضو شورای شهر، به عنوان نماینده بومیان منتخب، از طریق نهادهای فرانسوی، از کمون‌ها گرفته تا سنای فرانسه، شروع به تشدید و دامن زدن به اعتراض کردند. و حتی هنوز در نامه ای به رئیس‌جمهور ایالات متحده وودرو ویلسون (1856-1924).

## دادخواست
مطالبه حقوق سیاسی بومیان الجزایر پس از جنگ جهانی اول با نوشتن طوماری رسمی مورخ ۱۸ ژوئیه ۱۹۲۰ به سنای فرانسه مشخص شد.
این سند اعتراضی توسط امیر خالد الهام گرفته شده و توسط بسیاری از اعضای شورای شهرداری به رهبری و نمایندگی محمد سگیر بوچکی، انتخاب شده در شهرداری با خدمات کامل تنیا (منرویل سابق) مشخص شده‌است.
دبیرخانه مجلس سنا این سند را با عنوان «طومار شماره ۳۰» با اشاره به اعتراض محترمانه شورای شهر بومی الجزایر در مقابل مجلس سنا به مفاد جدید آیین‌نامه بومی ثبت کرد.
در واقع، خدمات دولت فرانسه لایحه ای را در مورد تغییرات در مقررات رژیم وضعیت جمعیت بومی در الجزایر و الحاق ساکنان بومی الجزایر به حقوق سیاسی به مجلس علیا ارائه کردند.

## مناظره در سنا
این سناتور چارلز کادیلون (۱۸۷۶–۱۹۴۰) بود که توسط سنای فرانسه مجاز و منصوب شد تا در مورد بحث‌ها و مناظرات سایر سناتورها در مورد اظهارات اختلافی خود گزارش دهد و این در جلسه ۱۹ مه 1921.
این سناتور اهل لند سپس در گزارش خود خاطرنشان کرد که لایحه اصلاح قانون بومی که طومار مربوط به آن بود، در واقع توسط دو مجلس پارلمانی فرانسه تصویب و تصویب شده‌است.
در واقع، پروژه دولت پس از تصویب با اکثریت آرای نمایندگان و سناتورها به قانون ۴ اوت ۱۹۲۰ (به فرانسوی: قانون ۴ اوت ۱۹۲۰) تبدیل شد و این قانون پس از انتشار نهایی در مجله رسمی فرانسه منتشر شد. جمهوری ۶ اوت ۱۹۲۰، شروع از صفحه 11287.
در پایان مناظره سناتوری در مورد "طومار شماره ۳۰"، کمیته به ریاست گزارشگر چارلز کادیلون، سرانجام دستور کار در مورد گسترش حقوق سیاسی بومیان را منفی اعلام کرد و رد و رد آن در دفاتر ثبت نام ثبت شد. مجلس سنا.

## کتابشناسی
- "Pétitions". Sénat: Séance du 18 juillet 1920. Journal officiel de la République française. (به فرانسوی). Vol. N° 73. Paris: Quai Voltaire. 20 May 1921. p. 1172. Citation: p. 1170
- "Pétitions". Annales du Sénat: Débats parlementaires (به فرانسوی). Vol. N° 94, Partie 2. Paris: Imprimerie des Journaux officiels. 1922. p. 1334. Citation: p. 1334